# Рыночный риск
Рыночный риск (англ. Market risk) — риск снижения стоимости активов вследствие изменения рыночных факторов.
Рыночный риск имеет макроэкономическую природу, то есть источниками рыночных рисков являются макроэкономические показатели финансовой системы — индексы рынков, кривые процентных ставок и т. д.
Существует четыре стандартных формы рыночных рисков:
- Фондовый риск[англ.] — риск снижения цены акций;
- Процентный риск — риск изменения процентных ставок;
- Валютный риск — риск изменения курсов валют;
- Товарный риск[англ.] — риск изменения цен товаров.

Часто фондовый и товарный риски объединяются в одну категорию — ценовой риск.
Для оценки рыночных рисков широко применяется методика оценки рисков VAR.
Для ограничения рыночных рисков используются позиционные лимиты и лимиты на VAR портфеля. Позиционные лимиты позволяют ограничить позицию по определённым инструментам.